# Ad Minoliti
Ad Minoliti (nascida em 1980, Buenos Aires, Argentina) é uma artista visual nascida na Argentina que trabalha a partir de uma prática expansiva em pintura, instalações, espaços de convívio, esculturas em tecido e fibra. O trabalho de Minoliti é baseado em suas leituras de teorias feministas e queer e se apoia no legado latino-americano em abstracionismo geométrico. O trabalho de Ad têm sido apresentado exposições individuais na América do Sul, bem como em grandes instituições de arte na Ásia, Estados Unidos e Europa.

## Vida e educação
Ad Minoliti, nasceu em 1980 na cidade de Buenos Aires, Argentina. Minoliti identifica-se como uma pessoa não-binária.
A artista estudou pintura na Escola Nacional de Belas Artes Prilidiano Pueyrredon (2009), em Buenos Aires, antes de frequentar o Centro de Investigações Artísticas de Buenos Aires (Centro de Investigaciones Artísticas) em 2011. Minoliti fundou o grupo PintorAs, um coletivo feminista de jovens pintoras argentinas.

## Carreira e prática artística
O trabalho de Minoliti investiga as tradições em abstração da arte moderna na América Latina do século XX. Tais correntes foram derivadas de tendências históricas da arte ocidental, particularmente a abstração geométrica. A artista, que trabalha principalmente em pintura, também produz colagens digitais, GIFs, animações, esculturas, murais, instalações e ambientes participativos para comentar questões de arquitetura, espaço, modernidade, identidade e normatividade.
As suas pinturas e espaços multicoloridos abordam temas de estranheza, ficção científica, e identidade binária em relação ao modernismo e aos papéis de gênero. O Grupo Madí e a Asociación Arte Concreto-Invención (AACI) na Argentina tiveram um grande impacto na prática artística de Ad Minoliti. Segundo a artista, com seu trabalho, se pretende expandir os modos binários de operação da sociedade por meio da criação de imagens e de novos padrões culturais.
Ad Minoliti representou a Argentina na 58ª Bienal de Veneza em 2019. O projeto inspirou-se nas estruturas sociais das casas de bonecas do século XVII e no seu impacto cultural na vida de meninas e mulheres na modernidade e, logo, nas expectativas sociais relacionadas à gênero para comentar as tradições artísticas modernistas a partir de artistas Europeus do século XX, como Kandinsky, Picasso e Matisse.
A artista foi premiada com o programa de residência Art Explora – Cité internationale des arts na primavera de 2023, na França. Entre as referências artísticas e teóricas de Minoliti, estão citados críticos culturais e acadêmicos como Paul B. Preciado e Silvia Federici, Donna Haraway, Linda Nochlin e Brian O'Doherty.
Em 2023, a editora francesa Les presses du reel lançou Ad Minoliti, uma edição trilíngue da primeira publicação monográfica da artista após sua investigação sobre criacao de instalações em cubos brancos e espaços por meio das exposições individuais Biosfera Peluche/Biosphere Plush na Tate St Ives, Reino Unido, e Play Theater no Centre de Création Contemporaine Olivier Debré, Tours, ambas entre 2021 e 2022, respectivamente.

## Exposições
Em 2025, Ad Minoliti apresenta a exposicao individual Escola Feminista de Pintura, Pinacoteca de São Paulo, e também participa da Bienal do Mercosul, Porto Alegre, intitulada Estalo, ambas no Brasil.
O trabalho de Minoliti tem sido apresentado em exposições de museus nas Américas, Europa e Ásia. Em 2024, a artista apresentou a mostra Manifesto of Immature Abstraction ao lado da artista Catalina Schliebener Muñoz na Galeria Barro, em Nova York.
As principais apresentações individuais de seus trabalhos nos últimos anos incluem Biosfera Peluche/Biosphere Plush (2022) na Tate St Ives e Baltic Centre for Contemporary Art, Inglaterra; Nave Vermelhe (2020) Kunsthalle Lissabon, Lisboa; 58ª Bienal de Veneza: May You Live in Interesting Times (2019) Veneza; Soft Museum (2019) Museo Moderno, Buenos Aires; Drag King Mural (2019) MCA Chicago; Fantasías Modulares (2018) exibida no Mass MoCA (Museu de Arte Contemporânea de Massachusetts), North Adams; A Escola Feminista de Pintura (ou The Feminist School of Painting) (2018) no Kadist, São Francisco; e Simpósio para pintura expandida e ficção especulativa (2018) na Casa Victoria OCampo, Buenos Aires.
O trabalho de Ad Minoliti foi apresentado na Trienal Internacional de Arte Contemporânea de Cleveland, (FRONT) em 2018, no estado norte-americano de Ohio.
Em relação às exibições individuais em galerias privadas, seus trabalhos foram exibidos em Play Mode na Galeria Meyer*Kainer, Viena (2023); Geometries of the Forest (2023) no Peres Project, Seul; warm hole & hot tea (2022) na Galerie Crèvecoeur, Paris; e Playground 2.0 CDMX (2018) na Galería Agustina Ferreyra, Cidade do México, entre outros.

### A Escola Feminista de Pintura
A Escola Feminista de Pintura trata-se de um projeto itinerante com vies pratico-social e que toma a forma de instalacao arte em situ. A Escola Feminista de Pintura foi anteriormente comissionada e instalada em eventos internacionais de arte e museus importantes ao redor do mundo em locais como a 13ª Bienal de Gwangju, Coreia do Sul, Tate St Ives, Reino Unido; e Kadist, São Francisco, Califórnia, Pinacoteca de São Paulo, Brasil, entre outros.

## Coleções
- GSFC #3 (Geometrical Sci-Fi Cyborg) - 20, Kadist, São Francisco, Estados Unidos, e Paris, França[37]
- Museu de Arte Pérez Miami, Miami, Flórida, Estados Unidos
- A Coleção de Arte Taguchi, Japão[38]

## Prêmios e honrarias
Nos últimos anos, a artista foi premiada pelo Ministério da Cultura da Argentina através do Fundo de Artes de Buenos Aires e pela FONCA Conaculta do México. Outros prêmios incluem o Prêmio Nacional de Pintura do Banco Central da República Argentina e o Prêmio Latino-Americano de Pintura Arcos de Ouro.